# Clinical Lung Cancer
Clinical Lung Cancer is een internationaal, aan collegiale toetsing onderworpen wetenschappelijk tijdschrift op het gebied van de oncologie. De naam wordt in literatuurverwijzingen meestal afgekort tot Clin. Lung Canc. Het wordt sinds 2011 uitgegeven door Elsevier; daarvoor door CIG Media Group. Het verschijnt tweemaandelijks.